# Yuriko Miyamoto
Miyamoto Yuriko (宮本百合子) (n. 13 februarie 1899 - d. 21 ianuarie 1951) a fost o scriitoare japoneză. Semnează, la începutul carierei, și ca Chūjō Yuriko (中条百合子).
Aparține mișcării literare proletare, una dintre cele mai importante mișcări literare ale perioadei Taishō (1912-1926) și începutului perioadei Shōwa (1926-1989). Debutează în 1916, în celebra revistă literară Chūō Kōron, cu nuvela Mazushiki hitobito no mure (Un grup de oameni săraci).
Capodopera după care rămâne cunoscută este romanul Nobuko (1926), scris în maniera shishōsetsu (roman al Eu-lui).
Călătorește în Uniunea Sovietică și Europa între 1927-1930, prilej cu care devine adeptă a gândirii comuniste, convinsă fiind că e de datoria ei ca intelectual să se implice în mișcarea revoluționară internațională. Se căsătorește cu Miyamoto Kenji, care va deveni, după cel de al Doilea Război Mondial, președinte al Partidului Comunist Japonez. Arestată în nenumărate ocazii de autoritățile regimului militar-fascist de la Tokyo, Miyamoto revine în viața publică japoneză în 1945. Din păcate, combinația dintre o boală contractată în timpul lungilor luni de închisoare și epuizarea provocată de activitatea publică intensă de după război duce la moartea prematură a lui Miyamoto, în 1951.

## Operele publicate
- Nobuko (Nobuko, 1928)
- Fūchisō (Uzina de indicatoare ale stării vremii, 1946)
- Banshū heiya (Câmpia Banshu, 1946)
- Futatsu no niwa (Două grădini, 1948)
- Dōhyō (Pietre de hotar, 1950)

1. 1 2  Yuriko Miyamoto, Brockhaus Enzyklopädie, accesat în 9 octombrie 2017
2. 1 2  Yuriko Miyamoto, Find a Grave, accesat în 9 octombrie 2017
3. ↑  Миямото Юрико, Marea Enciclopedie Sovietică (1969–1978)[*]
4. ↑  Миямото Юрико, Marea Enciclopedie Sovietică (1969–1978)[*]
5. ↑  Autoritatea BnF, accesat în 10 octombrie 2015